# Camiac-et-Saint-Denis
Camiac-et-Saint-Denis est une commune du Sud-Ouest de la France, située dans le département de la Gironde, en région Nouvelle-Aquitaine.

## Géographie

### Localisation
Commune de l'aire d'attraction de Bordeaux, Camiac-et-Saint-Denis est située au cœur de la région naturelle de l'Entre-deux-Mers.

### Communes limitrophes
Les communes limitrophes sont  Baron, Cursan, Espiet, La Sauve et Saint-Quentin-de-Baron.
| Baron    | Saint-Quentin-de-Baron |        |
| Cursan   | Camiac-et-Saint-Denis  | Espiet |
| La Sauve |                        |        |

### Hydrographie
Rattachée à la circonscription du bassin versant Adour-Garonne, Camiac-et-Saint-Denis se situe plus précisément sur le territoire en aval de la Cère du bassin versant de la Dordogne. Le ruisseau de Camiac, petit ruisseau de 4 km, prend sa source au sud-est de la commune, sur le territoire de La Sauve et coule entre Camiac-et-Saint-Denis et Espiet avant de rejoindre le ruisseau de Peyrat, au nord-est, sur le territoire de la commune de Saint-Quentin-de-Baron. Le ruisseau de Peyrat rejoint à son tour le Canaudonne qui prend le nom de Rouille avant de se jeter dans la Dordogne à hauteur de Moulon.

### Climat
Pour des articles plus généraux, voir Climat de la Nouvelle-Aquitaine et Climat de la Gironde.
Historiquement, la commune est exposée à un climat océanique aquitain.  
En 2020, Météo-France publie une typologie des climats de la France métropolitaine dans laquelle la commune est exposée à un climat océanique et est dans la région climatique  Aquitaine, Gascogne, caractérisée par une pluviométrie abondante au printemps, modérée en automne, un faible ensoleillement au printemps, un été chaud (19,5 °C), des vents faibles, des brouillards fréquents en automne et en hiver et des orages fréquents en été (15 à 20 jours).
Pour la période 1971-2000, la température annuelle moyenne est de 12,7 °C, avec une amplitude thermique annuelle de 14,3 °C. Le cumul annuel moyen de précipitations est de 856 mm, avec 11,9 jours de précipitations en janvier et 6,6 jours en juillet. Pour la période 1991-2020, la température moyenne annuelle observée sur la station météorologique la plus proche, située sur la commune de Saint-Émilion à 14 km à vol d'oiseau, est de 13,9 °C et le cumul annuel moyen de précipitations est de 798,1 mm,. Pour l'avenir, les paramètres climatiques de la commune estimés pour 2050 selon différents scénarios d’émission de gaz à effet de serre sont consultables sur un site dédié publié par Météo-France en novembre 2022.

## Urbanisme

### Typologie
Au 1er janvier 2024, Camiac-et-Saint-Denis est catégorisée commune rurale à habitat dispersé, selon la nouvelle grille communale de densité à sept niveaux définie par l'Insee en 2022.
Elle est située hors unité urbaine. Par ailleurs la commune fait partie de l'aire d'attraction de Bordeaux, dont elle est une commune de la couronne,. Cette aire, qui regroupe 275 communes, est catégorisée dans les aires de 700 000 habitants ou plus (hors Paris),.

### Occupation des sols

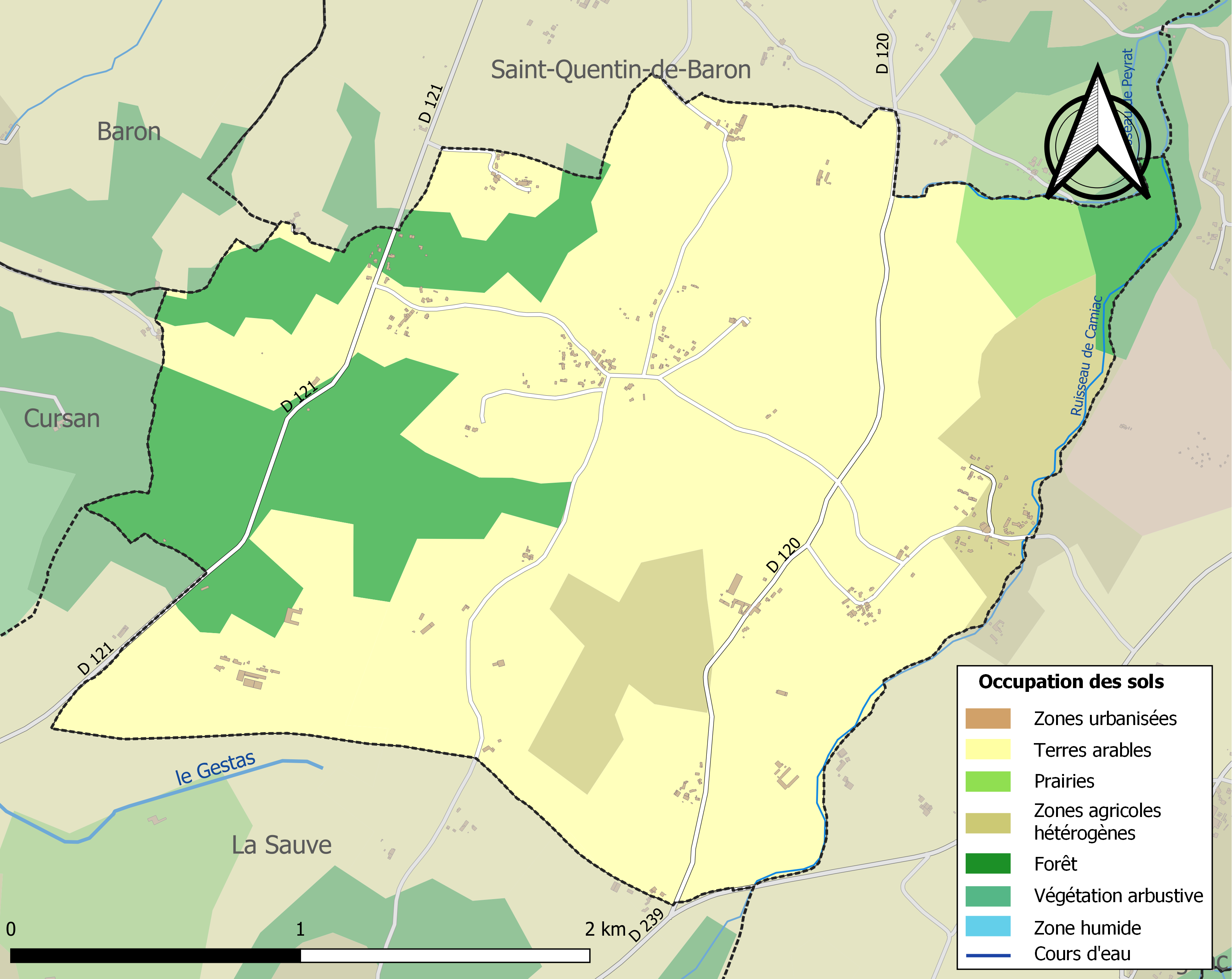
Carte des infrastructures et de l'occupation des sols de la commune en 2018 (CLC).

L'occupation des sols de la commune, telle qu'elle ressort de la base de données européenne d’occupation biophysique des sols Corine Land Cover (CLC), est marquée par l'importance des territoires agricoles (82,4 % en 2018), en augmentation par rapport à 1990 (79,3 %). La répartition détaillée en 2018 est la suivante : 
cultures permanentes (63,5 %), forêts (17,6 %), zones agricoles hétérogènes (9,3 %), terres arables (7,5 %), prairies (2,1 %). L'évolution de l’occupation des sols de la commune et de ses infrastructures peut être observée sur les différentes représentations cartographiques du territoire : la carte de Cassini (XVIIIe siècle), la carte d'état-major (1820-1866) et les cartes ou photos aériennes de l'IGN pour la période actuelle (1950 à aujourd'hui).

## Toponymie
Le nom de la commune est Camiac en gascon. Ses habitants sont appelés les Camiacais.

## Histoire

### Préhistoire
Site préhistorique sur Camiac, daté du Moustérien final (Pleistocène récent) (entre 60 000 et 40 000 cal. AP), particulièrement riche en fossiles de rhinocéros laineux (Coelodonta antiquitatis) avec 198 pièces soit 20% des vestiges accumulés par les hyènes des cavernes (Crocuta crocuta spelaea). Les vestiges osseux de Camiac ont été étudiés par Jean-Luc Guadelli (1987, 1989) ; le site lui-même a été l'objet de puvlications par Michel Lenoir (1980, 1990) et Guadelli (1988).

## Politique et administration
La commune de Camiac-et-Saint-Denis fait partie de l'arrondissement de Libourne. À la suite du découpage territorial de 2014 entré en vigueur à l'occasion des élections départementales de 2015, la commune est transférée du canton de Branne supprimé au nouveau canton des Coteaux de Dordogne,. Camiac-et-Saint-Denis fait également partie de la communauté d'agglomération du Libournais, communauté membre du pays du Libournais.
Le 1er janvier 2018, Camiac-et-Saint-Denis quitte la CALI et rejoint la communauté de communes du Créonnais .
| Période                                  | Période  | Identité   | Étiquette | Qualité              |
| ---------------------------------------- | -------- | ---------- | --------- | -------------------- |
| Les données manquantes sont à compléter. |          |            |           |                      |
| mars 2001                                | En cours | André Tité | PS        | Agriculteur retraité |

## Démographie
L'évolution du nombre d'habitants est connue à travers les recensements de la population effectués dans la commune depuis 1793. Pour les communes de moins de 10 000 habitants, une enquête de recensement portant sur toute la population est réalisée tous les cinq ans, les populations de référence des années intermédiaires étant quant à elles estimées par interpolation ou extrapolation. Pour la commune, le premier recensement exhaustif entrant dans le cadre du nouveau dispositif a été réalisé en 2008.

En 2022, la commune comptait 351 habitants, en évolution de −3,04 % par rapport à 2016 (Gironde : +6,91 %, France hors Mayotte : +2,11 %).
| 1793 | 1800 | 1806 | 1821 | 1831 | 1836 | 1841 | 1846 | 1851 |
| ---- | ---- | ---- | ---- | ---- | ---- | ---- | ---- | ---- |
| 286  | 296  | 277  | 278  | 251  | 268  | 242  | 231  | 275  |

| 1856 | 1861 | 1866 | 1872 | 1876 | 1881 | 1886 | 1891 | 1896 |
| ---- | ---- | ---- | ---- | ---- | ---- | ---- | ---- | ---- |
| 263  | 239  | 234  | 227  | 233  | 235  | 203  | 195  | 215  |

| 1901 | 1906 | 1911 | 1921 | 1926 | 1931 | 1936 | 1946 | 1954 |
| ---- | ---- | ---- | ---- | ---- | ---- | ---- | ---- | ---- |
| 262  | 261  | 243  | 260  | 225  | 240  | 245  | 226  | 227  |

| 1962 | 1968 | 1975 | 1982 | 1990 | 1999 | 2006 | 2008 | 2013 |
| ---- | ---- | ---- | ---- | ---- | ---- | ---- | ---- | ---- |
| 221  | 212  | 187  | 220  | 232  | 255  | 342  | 367  | 370  |

| 2018 | 2022 | - | - | - | - | - | - | - |
| ---- | ---- | - | - | - | - | - | - | - |
| 362  | 351  | - | - | - | - | - | - | - |

## Économie
La commune est située dans l'aire géographique de production de l'entre-deux-mers, appellation d'origine contrôlée des vins blancs secs issus du vignoble du même nom. Toute la région produit en outre des rouges, des clairets, des rosés, des blancs secs, doux ou effervescents sous les dénominations bordeaux et bordeaux-supérieur.

## Culture locale et patrimoine

### Lieux et monuments

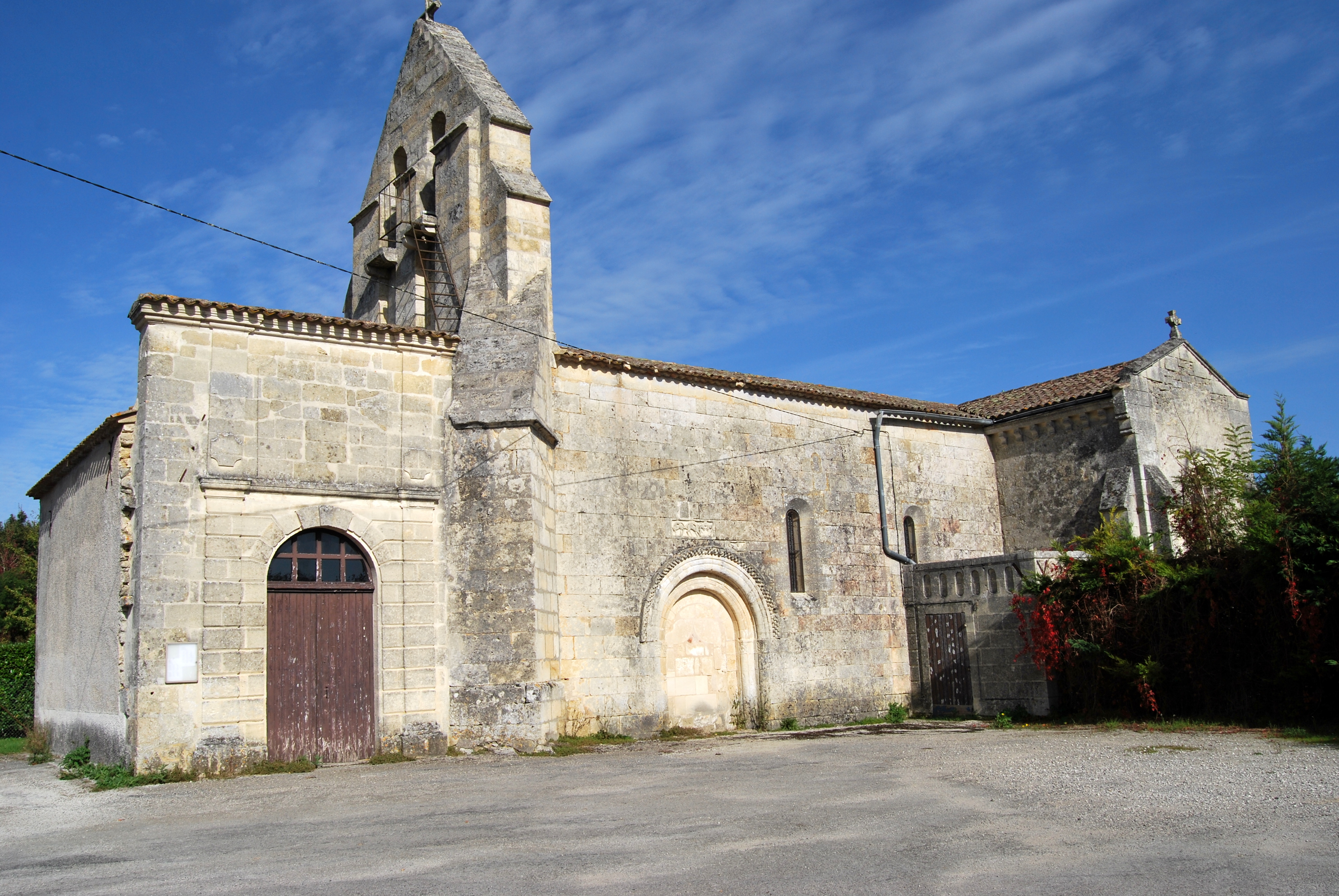
L'église Saint-Martin.

## Héraldique
| Blason de {{{commune}}} | Blason  | Parti, au premier d'azur à la mitre d'argent ornée d'or, au deuxième d'argent à la grappe de raisin de pourpre feuillée de sinople, au chef de gueules chargé d'un léopard d'or armé et lampassé d'azur. |
| Blason de {{{commune}}} | Détails | Officiel, présent sur le site internet de la commune |